# Монастириські джерела
«Монастириські джерела» — гідрологічна пам'ятка природи місцевого значення в Україні. Розташована в межах Бережанської міської громади Тернопільського району Тернопільської області, на західній околиці села Лісники, біля лісу.
Площа — 1 га, статус отриманий у 1994 році. Перебуває у віданні: Мале приватне підприємство «Чумацький шлях».

## Характеристика
Під охороною — два джерела питної води, а також каскад штучно створених озерець з прилеглими схилами та ставок із гідротехнічними спорудами. Джерела мають науково-пізнавальну та естетичну цінність.

### Відео
- Хресна дорога в урочищі Монастирок (Лісники предмістя Бережан) [Архівовано 13 грудня 2021 у Wayback Machine.]// Ютюб, 08.12.2017
- Урочище Монастирок [Архівовано 13 грудня 2021 у Wayback Machine.]// Ютюб

| Україна | Це незавершена стаття з географії України. Ви можете допомогти проєкту, виправивши або дописавши її. |